# ウォーエンブレム
ウォーエンブレム（War Emblem、1999年 - 2020年）とはアメリカの競走馬である。アメリカで二冠馬となり、2002年エクリプス賞3歳牡馬チャンピオンに選出された。引退後は種牡馬として日本に輸出された。

## 現役時代
2001年10月のメイドンでデビュー勝ちを収め、2戦目の芝のマニラステークスこそ敗れたが、ダートに戻った3戦目で2勝目を挙げた。3戦2勝で2歳シーズンを終え、クラシック戦線に向かうことになった。
迎えた2002年の最初の2戦は、馬群をひるむ仕草を見せるなど、持っている能力を活かすレースが出来なかった。それでも3月のレースを11馬身差で勝利すると、4月のG2イリノイダービーも6馬身以上の差をつける圧勝で、初の重賞を勝利した。このレースの後、サウジアラビアのサルマン殿下が代表を務めるザ・サラブレッドコーポレーションに90万ドルで購入され、ボブ・バファート厩舎へと転厩した。
臨んだ第128回ケンタッキーダービーでは9番人気ながら、2着Proud Citizenに4馬身差で勝利。次走プリークネスステークスでもMagic Weisnerを3/4馬身差で退け4連勝をマーク。三冠の期待がかかることになった。しかしベルモントステークスでは出遅れもあり8着と惨敗、三冠達成とはならなかった。その後はGI競走ハスケル招待ハンデキャップで再度Magic Weisnerに3馬身半の差で勝利を収めた。だがそれ以降は勝てず、BCクラシック8着を最後に現役を引退、種牡馬となった。自分のペースでレースを進めると、非常に強い勝ち方を見せる馬であった。

### 競走成績
| 出走日     | 競馬場               | 競走名                  | 格 | 距離  | 着順 | 騎手              | 着差      | 1着（2着）馬         |
| ---------- | -------------------- | ----------------------- | -- | ----- | ---- | ----------------- | --------- | -------------------- |
| 2001.10.04 | アーリントンパーク   | 未勝利                  |    | D8f   | 1着  | A.ホワレJr.       | 1 3/4馬身 | （Castner）          |
| 0000.10.20 | アーリントンパーク   | マニラS                 |    | 芝8f  | 7着  | A.ホワレJr.       | 17馬身    | Rylstone             |
| 0000.11.23 | フェアグラウンズ     | 一般競走                |    | D8f   | 1着  | J.テリオットII    | 4 1/2馬身 | （No Trouble）       |
| 2002.01.26 | フェアグラウンズ     | レコンテS               |    | D8f   | 5着  | J.テリオットII    | 2 1/4馬身 | （Easyfromthegitgo） |
| 0000.02.17 | フェアグラウンズ     | リズンスターS           | G3 | D8.5f | 6着  | J.テリオットII    | 9 3/4馬身 | Repent               |
| 0000.03.17 | スポーツマンズパーク | 一般競走                |    | D8f   | 1着  | A.ホワレJr.       | 11馬身    | （Colorful Tour）    |
| 0000.04.06 | スポーツマンズパーク | イリノイダービー        | G2 | D9f   | 1着  | L.スターリングJr. | 6 1/4馬身 | （Repent）           |
| 0000.05.04 | チャーチルダウンズ   | ケンタッキーダービー    | G1 | D10f  | 1着  | V.エスピノーザ    | 4馬身     | （Proud Citizen）    |
| 0000.05.18 | ピムリコ             | プリークネスS           | G1 | D9.5f | 1着  | V.エスピノーザ    | 3/4馬身   | （Magic Weisner）    |
| 0000.06.08 | ベルモントパーク     | ベルモントS             | G1 | D12f  | 8着  | V.エスピノーザ    | 19馬身    | Sarava               |
| 0000.08.04 | モンマスパーク       | ハスケル招待H           | G1 | D9f   | 1着  | V.エスピノーザ    | 3 1/2馬身 | （Magic Weisner）    |
| 0000.08.25 | デルマー             | パシフィッククラシックS | G1 | D10f  | 6着  | V.エスピノーザ    | 5 1/4馬身 | Came Home            |
| 0000.10.26 | アーリントンパーク   | BCクラシック            | G1 | D10f  | 8着  | V.エスピノーザ    | 17馬身    | Volponi              |

## 種牡馬時代

### 導入の経緯
1990年代から2000年代にかけて、社台グループではヘイルトゥリーズン系のサンデーサイレンスが実績を残していた。やがて、サンデーサイレンスを父にもつ優秀な牝馬に対し、近親交配の気兼ねがなく容易に交配できる後継種牡馬が求められるようになってきた。サンデーサイレンス自身は父系のヘイルトゥリーズン系以外には有力な主流血脈の影響を受けていなかったので、後継種牡馬は主にヘイルトゥリーズン系以外の父系から選ばれることになった。
1990年代のアメリカではミスタープロスペクター系の種牡馬が活躍していたが、日本では社台グループが鳴り物入りで導入したティンバーカントリーなどの種牡馬が、期待されたほどの成功を収めていなかった。加えて2002年には、社台グループはエンドスウィープとエルコンドルパサーという、期待されたミスタープロスペクター系の種牡馬を相次いで亡くしてしまった。そのため、本格的にミスタープロスペクターの血を導入しうる種牡馬が期待されていた。
2002年7月、サルマン殿下が急死したことにより、管財人によって所有馬の整理が行われることになった。10月にケンタッキー州で競りが行われ、社台グループが1700万ドル（当時レート換算で約21億円）で購入し、日本で種牡馬入りが決定。シンジケートが組まれることになった。

### 種牡馬としての期待
本馬は父のOur Emblemだけでなく、母系に配合されてきた種牡馬も現在の日本ではほとんど流行していない血統である。Northern DancerやHail to Reason、Hail to Reasonの祖父であるRoyal Chargerも血統に入っていないこともあって、かつてのサンデーサイレンスと同様、有力な繁殖牝馬と近親交配を気にしないで配合が可能であった。特に、サンデーサイレンス産駒の牝馬とも配合が容易なことが大きな長所として捉えられた。このような血統背景から、2002年にサンデーサイレンスが死亡したこと、米二冠という実績から本馬にはポストサンデーサイレンスとして大きな期待が寄せられた。

### 種付けの苦戦
こうした期待を受けて種牡馬入りしたウォーエンブレムだったが、いざ種付けしようとすると、ほとんどの牝馬に興味を示さなかった。牝馬によっては種付けを行うことから性機能障害でもないため、種付けを行わせるために数ヶ月をかけて様々な試行錯誤が行われた。主に多数の牝馬の中から、本馬が興味を示す牝馬への種付けなどが試みられ、無地（白い模様がない）の小柄な牝馬を比較的好むことがわかった。しかし、種付け作業は難航し、1年目はわずか7頭の種付けに成功しただけに終わった。
商業ベースでの種付けは不可能と判断され、シンジケートは初年度にして解散されることになった。また本馬には大手保険会社4社の保険が掛けられていたが、うち3社が合意して約16億円の保険金が支払われた。なお残りの1社は、種付けそのものが成功しているとして保険金の支払いを拒否している。
2年目となる2004年には、シンジケート解散後も引き続き社台スタリオンステーションで種牡馬続行に向けた取り組みが行われた。種付けする場所を変える転地療法として釧路へ移動し、好むタイプの牝馬で発情を促してから他の牝馬をあてがうという方法が試みられ、このシーズンは約50頭ほどの牝馬に種付けが出来た。しかし、やがて「好みのタイプではない」牝馬をあてがわれていることに気づいたウォーエンブレムは、交配を拒むようになってきた。
このため、翌2005年には種付け数9頭と激減。2006年に至っては種付け数が僅か1頭のみ、2007年は種付けすることが出来なかった。2006年の1頭は受胎しなかったため、産駒の頭数は2007年産・2008年産は続けてゼロとなってしまった。
しかし、2008年にペンシルベニア大学のマクダネル博士が行った治療 の結果、1日1頭ペースで種付け出来るまでの劇的な改善が見られた。2008年は39頭への種付けに成功している。翌2009年（2010年誕生分）には、過去最多となる69頭の牝馬に種付けを行いうち43頭が血統登録されたことで、今後の種牡馬生活に大きな期待が抱かれたが、2010年（2011年誕生分）には種付け頭数が5頭に激減してしまい、2011年（2012年誕生分）も19頭と苦戦が続き、2015年（2016年誕生分）の種付けをもって種牡馬を引退、ケンタッキー州ジョージタウンの功労馬繋養施設オールドフレンズで余生生活を送る事となった。同施設にはウォーエンブレムの三冠を阻止したサラヴァも繋養されており、「サラヴァの隣に放牧しよう」という声も出た。
アメリカ帰国後の2016年2月に去勢された。アメリカでは全ての輸入種牡馬に対して馬伝染性子宮炎の感染検査を義務付けており、その検査のため2頭の牝馬に試験的な種付けを行うことが求められている。しかしウォーエンブレムがいつものように種付けを拒んだため、検査自体を実施できなかった。検査を受けずにアメリカに居続けるための手段として、去勢という措置が取られた。
2020年3月11日に死去。21歳没。

### 産駒の実績
初年度産駒は2006年デビューし、同年11月にJRA2頭目の出走となるクランエンブレムが産駒初勝利を挙げ、2007年8月には2004年度産駒4頭全てが中央で勝ち上がった。種付け数の比較的多かった2005年に誕生した33頭の産駒も好成績をあげており、13頭が中央競馬、7頭が地方競馬で勝ちあがっている。このうち2008年2月にショウナンアルバが共同通信杯を制し、産駒として初の重賞制覇を果たした。3月にはエアパスカルがチューリップ賞を、ブラックエンブレムがフラワーカップを制し、クラシックに産駒を送り出している。10月19日にはブラックエンブレムが秋華賞を制し、産駒2世代目でG1級競走を制覇した。2006年産の競走馬登録された5頭も、すべて中央競馬で勝ちあがっている。
数少ない産駒のうち、シビルウォーとオールブラッシュが本馬の後継種牡馬となった。なお、オールブラッシュは父に似て種付けに難しいところがあり、事前に特定の牝馬の尿の匂いを嗅がせて興奮させないとスムーズに種付けができないという。

### 産駒の傾向
産駒の絶対数が少ないため、今後傾向の違う産駒が登場する可能性も充分にあるが、従来の日本でのミスタープロスペクター系の種牡馬と違い、ダートよりも芝で好成績をあげる産駒が多いといえる。産駒の重賞実績も芝でG1を含む4勝をあげている他、ウォータクティクスのように、芝で連敗の後にダートで連勝した馬も出ている。
最晩年の産駒であるオールブラッシュは準オープンからの格上挑戦でいきなりG1を勝ったように、競走馬として旬な時期には大物喰いをやってのけるポテンシャル
を秘めている。

### 年度別種牡馬成績（中央+地方）
| 年     | 出走 | 出走 | 勝利 | 勝利 | 順位 | AEI  | 収得賞金        |
| 年     | 頭数 | 回数 | 頭数 | 回数 | 順位 | AEI  | 収得賞金        |
| ------ | ---- | ---- | ---- | ---- | ---- | ---- | --------------- |
| 2006年 | 3    | 11   | 1    | 1    | 365  | 1.16 | 1370万0000円    |
| 2007年 | 19   | 69   | 12   | 17   | 95   | 2.45 | 1億8670万8000円 |
| 2008年 | 33   | 192  | 17   | 30   | 41   | 4.02 | 5億3373万8000円 |
| 2009年 | 29   | 214  | 18   | 50   | 56   | 3.05 | 3億5634万5000円 |
| 2010年 | 23   | 142  | 12   | 20   | 57   | 3.47 | 3億2081万2000円 |
| 2011年 | 25   | 105  | 9    | 17   | 62   | 2.29 | 2億1961万8000円 |
| 2012年 | 52   | 244  | 20   | 30   | 49   | 1.93 | 3億7736万8000円 |
| 2013年 | 60   | 435  | 35   | 57   | 39   | 2.25 | 5億1574万8000円 |

- 2013年終了時点。

### 主な産駒
- 2004年産
  - クランエンブレム（阪神ジャンプステークス）
- 2005年産
  - ブラックエンブレム（秋華賞、フラワーカップ）
  - シビルウォー（ブリーダーズゴールドカップ連覇、白山大賞典、マーキュリーカップ、名古屋グランプリ）
  - キングスエンブレム（シリウスステークス）
  - ウォータクティクス（アンタレスステークス）
  - ショウナンアルバ（共同通信杯）
  - エアパスカル（チューリップ賞）
  - マイエンブレム（六甲盃）
- 2010年産
  - ローブティサージュ（阪神ジュベナイルフィリーズ、キーンランドカップ）
- 2012年産
  - オールブラッシュ（川崎記念、浦和記念、報知オールスターカップ）[9]

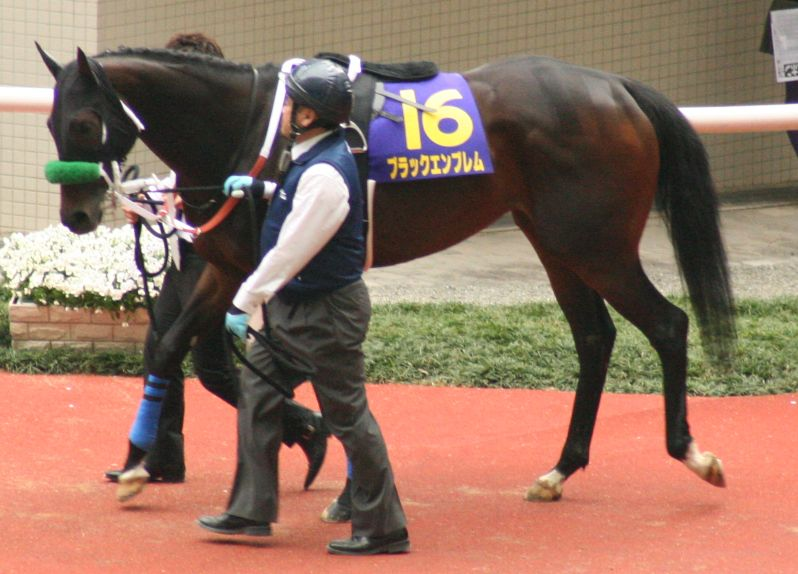
ブラックエンブレム（2005年産）
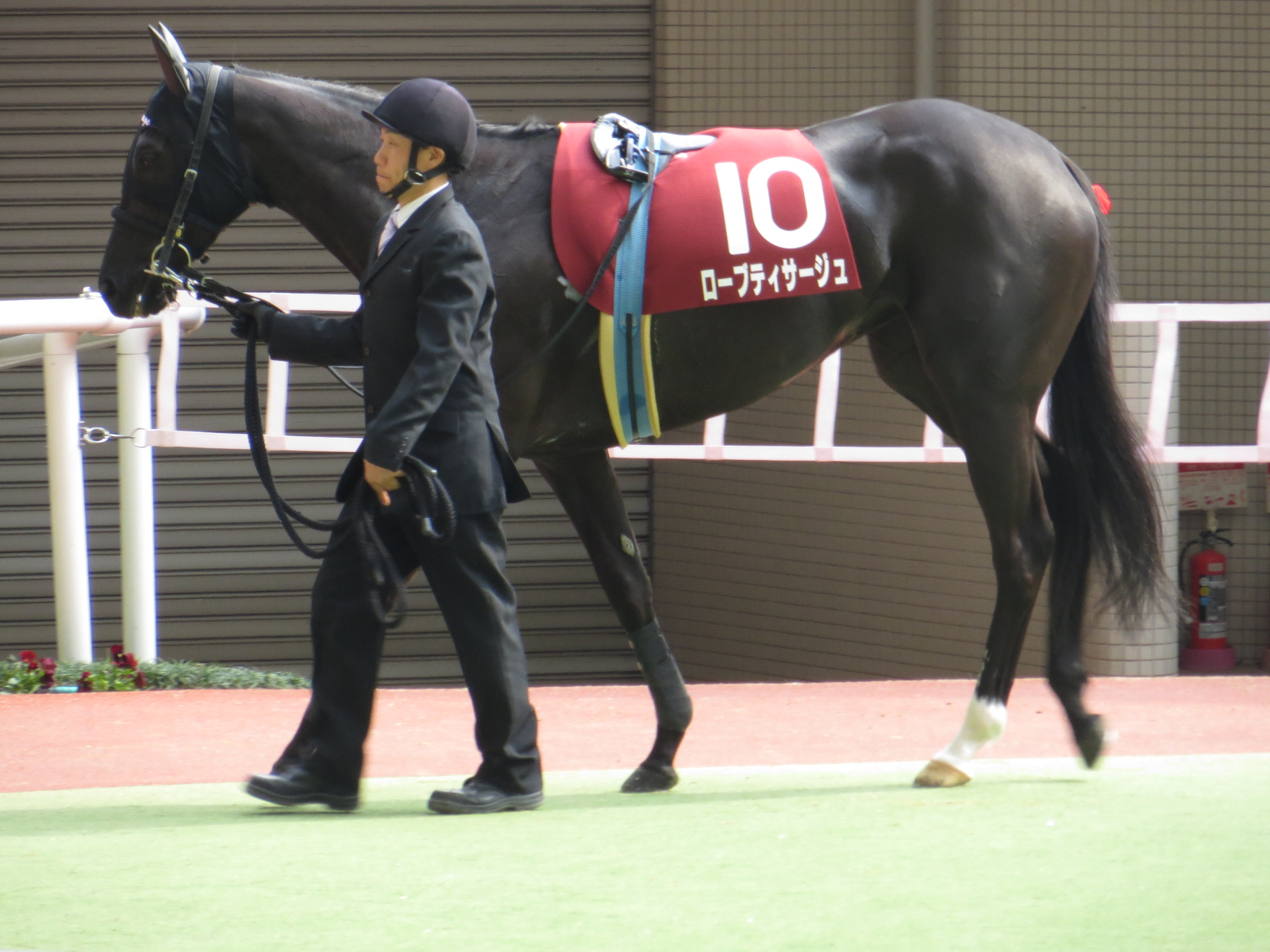
ローブティサージュ（2010年産）
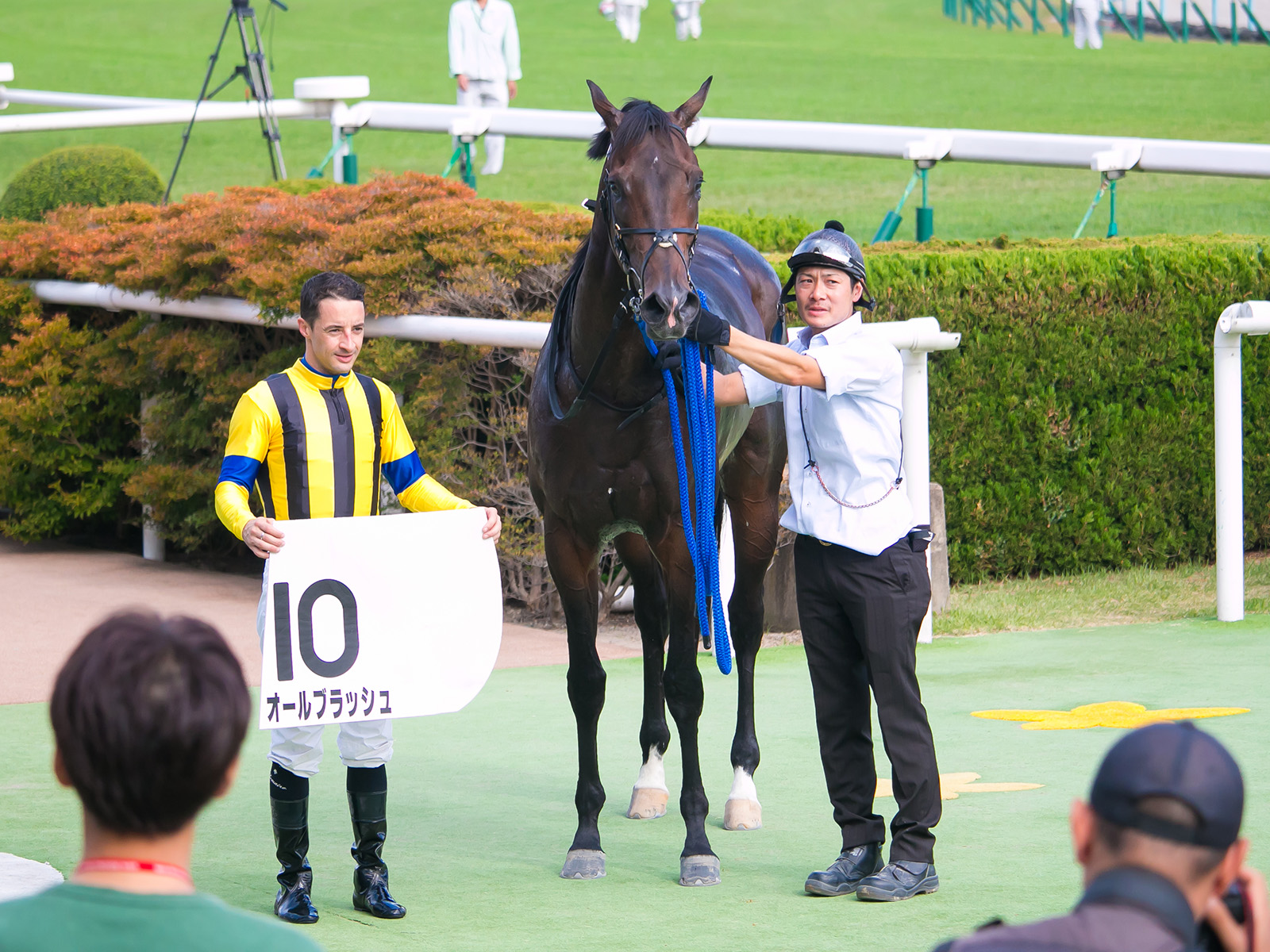
オールブラッシュ（2012年産）

### ブルードメアサイアーとしての主な産駒
- 2012年産
  - ブライトエンブレム（札幌2歳ステークス）- 父ネオユニヴァース
- 2015年産
  - スカーレットカラー（府中牝馬ステークス）- 父ヴィクトワールピサ
- 2016年産
  - ウィクトーリア （フローラステークス）- 父ヴィクトワールピサ

## 血統表
| ウォーエンブレム(War Emblem)の血統（ミスタープロスペクター系／アウトクロス） | ウォーエンブレム(War Emblem)の血統（ミスタープロスペクター系／アウトクロス） | ウォーエンブレム(War Emblem)の血統（ミスタープロスペクター系／アウトクロス） | （血統表の出典）     | （血統表の出典） |
| 父 Our Emblem 1991 黒鹿毛                                                    | 父の父Mr. Prospector 1970 鹿毛                                               | Raise a Native                                                               | Native Dancer        | Native Dancer    |
| 父 Our Emblem 1991 黒鹿毛                                                    | 父の父Mr. Prospector 1970 鹿毛                                               | Raise a Native                                                               | Raise You            |                  |
| 父 Our Emblem 1991 黒鹿毛                                                    | 父の父Mr. Prospector 1970 鹿毛                                               | Gold Digger                                                                  | Nashua               | Nashua           |
| 父 Our Emblem 1991 黒鹿毛                                                    | 父の父Mr. Prospector 1970 鹿毛                                               | Gold Digger                                                                  | Sequence             |                  |
| 父 Our Emblem 1991 黒鹿毛                                                    | 父の母Personal Ensign 1984 鹿毛                                              | Private Account                                                              | Damascus             | Damascus         |
| 父 Our Emblem 1991 黒鹿毛                                                    | 父の母Personal Ensign 1984 鹿毛                                              | Private Account                                                              | Numbered Account     |                  |
| 父 Our Emblem 1991 黒鹿毛                                                    | 父の母Personal Ensign 1984 鹿毛                                              | Grecian Banner                                                               | Hoist The Flag       | Hoist The Flag   |
| 父 Our Emblem 1991 黒鹿毛                                                    | 父の母Personal Ensign 1984 鹿毛                                              | Grecian Banner                                                               | Dorine               |                  |
| 母 Sweetest Lady 1990 鹿毛                                                   | 母の父Lord at War 1980 栗毛                                                  | General                                                                      | Brigadier Gerard     | Brigadier Gerard |
| 母 Sweetest Lady 1990 鹿毛                                                   | 母の父Lord at War 1980 栗毛                                                  | General                                                                      | Mercuriale           |                  |
| 母 Sweetest Lady 1990 鹿毛                                                   | 母の父Lord at War 1980 栗毛                                                  | Luna de Miel                                                                 | Con Brio             | Con Brio         |
| 母 Sweetest Lady 1990 鹿毛                                                   | 母の父Lord at War 1980 栗毛                                                  | Luna de Miel                                                                 | Good Will            |                  |
| 母 Sweetest Lady 1990 鹿毛                                                   | 母の母Sweetest Roman 1977 鹿毛                                               | The Pruner                                                                   | Herbager             | Herbager         |
| 母 Sweetest Lady 1990 鹿毛                                                   | 母の母Sweetest Roman 1977 鹿毛                                               | The Pruner                                                                   | Punctilious          |                  |
| 母 Sweetest Lady 1990 鹿毛                                                   | 母の母Sweetest Roman 1977 鹿毛                                               | I Also                                                                       | Sky High             | Sky High         |
| 母 Sweetest Lady 1990 鹿毛                                                   | 母の母Sweetest Roman 1977 鹿毛                                               | I Also                                                                       | Roman Song F-No.20-b |                  |

### 近親
近親に活躍馬は殆ど出ていないが、3代母のI Alsoの半兄に種牡馬のProudest Romanがいる他、半弟にも種牡馬として日本で活躍したブレイヴェストローマンがいる。